# أوبن هب
أوبن هب (بالإنجليزية: Black Duck Open Hub)‏، المعروف سابقًا باسم Ohloh، هو موقع ويب يوفر مجموعة خدمات ويب ومنصة مجتمعية عبر الإنترنت تهدف إلى فهرسة مجتمع تطوير البرامج مفتوحة المصدر. تم تأسيسها من قبل مديري مايكروسوفت السابقين جيسون ألين وسكوت كوليسون في عام 2004 وانضم إليهم المطور روبن لوكي. اعتبارًا من 15 يناير 2016، يسرد الموقع 669601 مشروعًا مفتوح المصدر و 681345 مستودعات تحكم بالمصادر و 3848524 مساهمًا و 31688426179 سطرًا من التعليمات البرمجية.
في عام 2017، استحوذت شركة Synopsys على Black Duck Software (الشركة التي تدير الموقع) مقابل 565 مليون دولار.

## وصلات خارجية
- الموقع الرسمي